# День захисту даних
День захисту даних (англ. Data Protection Day чи Data Privacy Day) — міжнародний день, який відзначають щорік 28 січня. Метою Дня захисту даних є підвищення обізнаності і пропагування приватності та найкращих способів захисту даних. Наразі відзначається у США, Канаді та 47 країнах-учасницях Ради Європи.

## Мета
Освітня ініціатива Дня захисту даних оригінально зосереджувалась на підвищенні обізнаності серед підприємців та користувачів щодо захисту їхньої особової інформації онлайн, особливо в контексті соціальних мереж. За останні роки освітній аспект значно розширився.
Окрім цього День захисту даних пропагує заходи, що стимулюють розвиток технологічних інструментів особистого контролю над особовою інформацією, заохочення дотримання законодавства щодо конфіденційності та створення діалогів між сторонами, зацікавленими у покращенні захисту даних. Міжнародне відзначення дня має залучити до співпраці уряди, індустрію, науковців, професіоналів, громадські та освітні організації.

## Історія
28 січня 1981 року Рада Європи відкрила для підписання Конвенцію «Про захист осіб у зв'язку з автоматизованою обробкою особових даних». У конвенцію вносяться поправки у процесі оновлення, щоб відображати нові виклики, спричинені технологічним розвитком.
Конвенція про кіберзлочинність (Будапештська конвенція) 2001 року також покликана захищати цілісність систем даних і, таким чином, приватність у кіберпросторі.
Також приватність і захист даних захищаються статтею 8 Європейської конвенції з прав людини.
Уперше Європейський день захисту даних було ініційовано Радою Європи у 2007 році. Через два роки, 26 січня 2009, Палата представників США одноголосно прийняла резолюцію HR 31, якою проголосила 28 січня Національним днем приватності даних. 28 січня 2009 року Сенат США видав відповідну резолюцію, і також визнавав День приватності даних у 2010 й 2011 роках.

## Організації-учасниці
Серед організацій, що беруть участь у Дні приватності даних, Anti-Phishing Working Group, California Office of Privacy Protection, Cyber Data-Risk Managers, EDUCAUSE, Джорджтаунський університет, Федеральна торгова комісія (FTC), Федеральна комісія зі зв'язку (FCC), Федеральне бюро розслідувань (FBI), Генеральна прокуратура штату Нью-Йорк, Online Trust Alliance (OTA) [Архівовано 4 березня 2016 у Wayback Machine.], Комісар з інформації Великої Британії та інші.